# Província de Settsu
Settsu (摂津国, Settsu no kuni) foi uma antiga província do Japão, que hoje compreende o leste da prefeitura de Hyōgo e o norte da prefeitura de Osaka. Também era conhecida como Província de Tsu (津国 Tsu no kuni), ou Sesshū (摂州 Sesshū).

Mapa das províncias japonesas (1868) com a província de Settsu em destaque.

Osaka e o Castelo de Osaka eram o centro principal da província. Durante o Período Sengoku, o clã Miyoshi governou Settsu e suas vizinhas Izumi e Kawachi até a sua conquista por Oda Nobunaga. Subsequentemente as províncias foram dominadas por Toyotomi Hideyoshi. Os regentes do filho de Hideyoshi acabaram brigando entre si pelo poder, e quando Ishida Mitsunari perdeu a Batalha de Sekigahara, a região foi dada a parentes de Tokugawa Ieyasu, que dividiram a área em vários feudos, incluindo o Domínio de Asada.
O estilo Kohama (小浜流, Kohama-ryū) de fabricação de saquê foi praticado em Kohama-juku (小浜宿) no Domínio Amagasaki da província de Settsu durante o Período Edo.

## Mamoru Settsu
Lista parcial dos governadores de Settsu:
- Ōnakatomi no Kiyomaro -- (763)